# Macintosh 512Ke
Le Macintosh 512K enhanced (ou Macintosh 512Ke) d'Apple est une version allégée du Macintosh Plus. C'est le successeur du Macintosh 512K. Contrairement à celui-ci, il ne possédait que 512 Kio de mémoire vive et n'avait pas de port SCSI. Il possédait un lecteur de disquette 3,5" de 800 Ko au lieu de 400 Ko pour le Macintosh 512K.
Il fut aussi vendu sur le marché de l'éducation sous le nom de Macintosh ED.

## Caractéristiques
Le processeur de cet ordinateur est un Motorola 68000. Ce processeur est sorti en 1979 et a dans ce cas une fréquence de 8 MHz. Le bus système a aussi une fréquence de 8 MHz.
Il y a 512 Ko de mémoire vive, mais elle ne peut pas être augmentée. La mémoire morte (ROM) est une Macintosh ROM de 128 Ko.
Il n'y a pas de cache de niveau un ni de cache de niveau deux dans l'ordinateur.
L'écran est un écran monochrome de 9 pouces, avec une résolution de 512 par 342 pixels.
Le disque dur a un espace de stockage de 800 Ko.
Le Macintosh 512Ke a un lecteur de disquette DB-19 de 800 Ko, un port imprimante, modem et haut-parleur.
Il a des dimensions de 34,5 × 24,4 × 27,7 cm, ce qui forme un volume de 23 litres ou 0,023 m3. Sa masse est de 7,5 kilogrammes.
Il peut faire tourner la toute première version de MacOS, jusqu'à la version 6.0.8.
Le prix aux États-Unis était à la base de 2 000 dollars.